# Gustavus Josephus Waffelaert

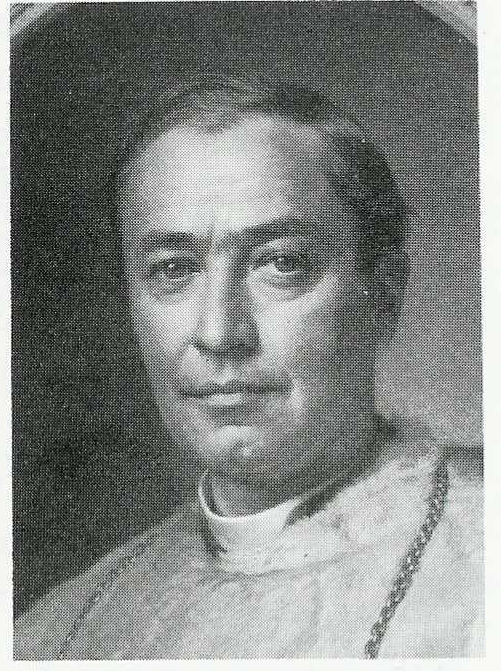
Waffelaert kurz nach seiner Ernennung zum Bischof (Ende 19. Jahrhundert)

Gustavus Josephus Waffelaert (* 27. August 1847 in Rollegem, heute zu Kortrijk; † 18. Dezember 1931 in Brügge, auch Gustave Joseph Waffelaert) war von 1895 bis zu seinem Tod römisch-katholischer Bischof von Brügge.

## Leben
Waffelaert empfing am 18. September 1870 die Priesterweihe für das Bistum Brügge und war dort zunächst als Gemeindepfarrer tätig. Ab Oktober 1875 studierte er an der Katholischen Universität Löwen und wurde 1880 als Doktor der Theologie promoviert. Im September desselben Jahres kehrte er nach Brügge zurück und wurde Professor für Moraltheologie am Priesterseminar. Seit 1889 Ehrenkanoniker an der Kathedrale, wurde er am 25. April 1890 Generalvikar des Bistums Brügge. Nach dem Tod von Bischof Petrus De Brabandere am 31. März 1895 führte er als Kapitularvikar die Amtsgeschäfte.
Papst Leo XIII. ernannte ihn am 28. Juni 1895 zum Bischof von Brügge. Die Bischofsweihe spendete ihm am 25. Juli desselben Jahres Kardinal Pierre-Lambert Goossens, Erzbischof von Mecheln-Brüssel. Mitkonsekratoren waren Isidore-Joseph du Rousseaux, Bischof von Tournai, und Antoine Stillemans, Bischof von Gent. Als Bischof legte er den Fokus auf die Stärkung der christlichen Arbeiterbewegung, insbesondere nach Ende des Ersten Weltkriegs im November 1918. Waffelaert war ein Gegner des flämischen Nationalismus. Ebenso modernisierte er das katholische Bildungs- und Schulwesen in seiner Diözese. Von ihm stammen zahlreiche Publikationen über den Katechismus. Er starb im Dezember 1931 in seinem Bischofspalast in Brügge.
Seit 2002 ist Bischof Waffelaert in der St.-Salvator-Kathedrale in Brügge beigesetzt.